# Sydsiska
Sydsiska (Spinus barbatus) är en fågel i familjen finkar inom ordningen tättingar.

## Utseende och läte
Hane sydsiska är gul med en suddigt avgränsad svart hjässa och svart haklapp. Honan är rätt färglöst grå- eller gulaktig, med tydliga gula vingfläckar. Sången är bubblande och utdragen.

## Utbredning och systematik
Fågeln förekommer från centrala Chile och södra Argentina till Eldslandet och Falklandsöarna. Den behandlas som monotypisk, det vill säga att den inte delas in i några underarter.

### Släktestillhörighet
Tidigare placerades den i Carduelis, men förs numera till Spinus efter genetiska studier, tillsammans med övriga amerikanska siskor samt grönsiska och himalayasiska.

## Levnadssätt
Sydsiskan är en vanlig fågel i låglänta områden och lägre bergstrakter, endast sällan högre upp. Den hittas i stadsparker, trädgårdar, matorral, skogslandskap samt i öppna och halvöppna områden med buskar. Liksom andra siskor uppträder den ofta i flock, framför allt utanför häckningstid.

## Status
Arten har ett stort utbredningsområde och beståndet anses stabilt. Internationella naturvårdsunionen IUCN listar den därför som livskraftig (LC).